# Grüngefelderter Täubling
Der Grüngefelderte Täubling oder Gefelderte (Grün-)Täubling (Russula virescens) ist ein Pilz aus der Familie der Täublingsverwandten (Russulaceae). Es ist ein mittelgroßer Täubling mit weißem Sporenpulver und meist spangrüner, feldrig aufreißender Huthaut. Er hat einen milden Geschmack und wird als Speisepilz sehr geschätzt. Man findet ihn meist im Laubwald unter Eichen und Buchen. Das lateinische Art-Epitheton ist virescens und bedeutet „vergrünend“.

## Merkmale

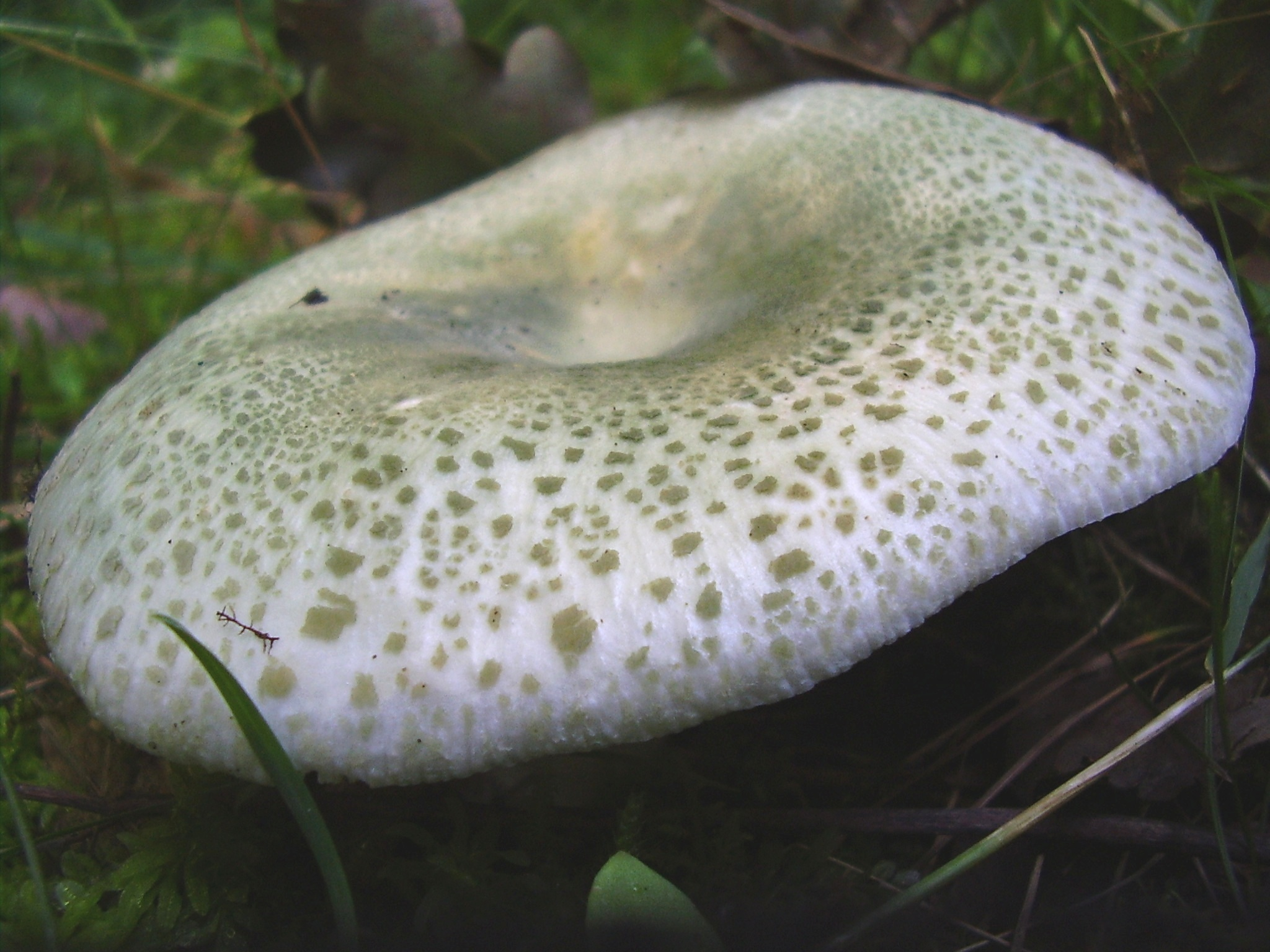
Der Name des Grüngefelderten Täublings resultiert aus der bald schon typisch felderig aufreißenden Huthaut.

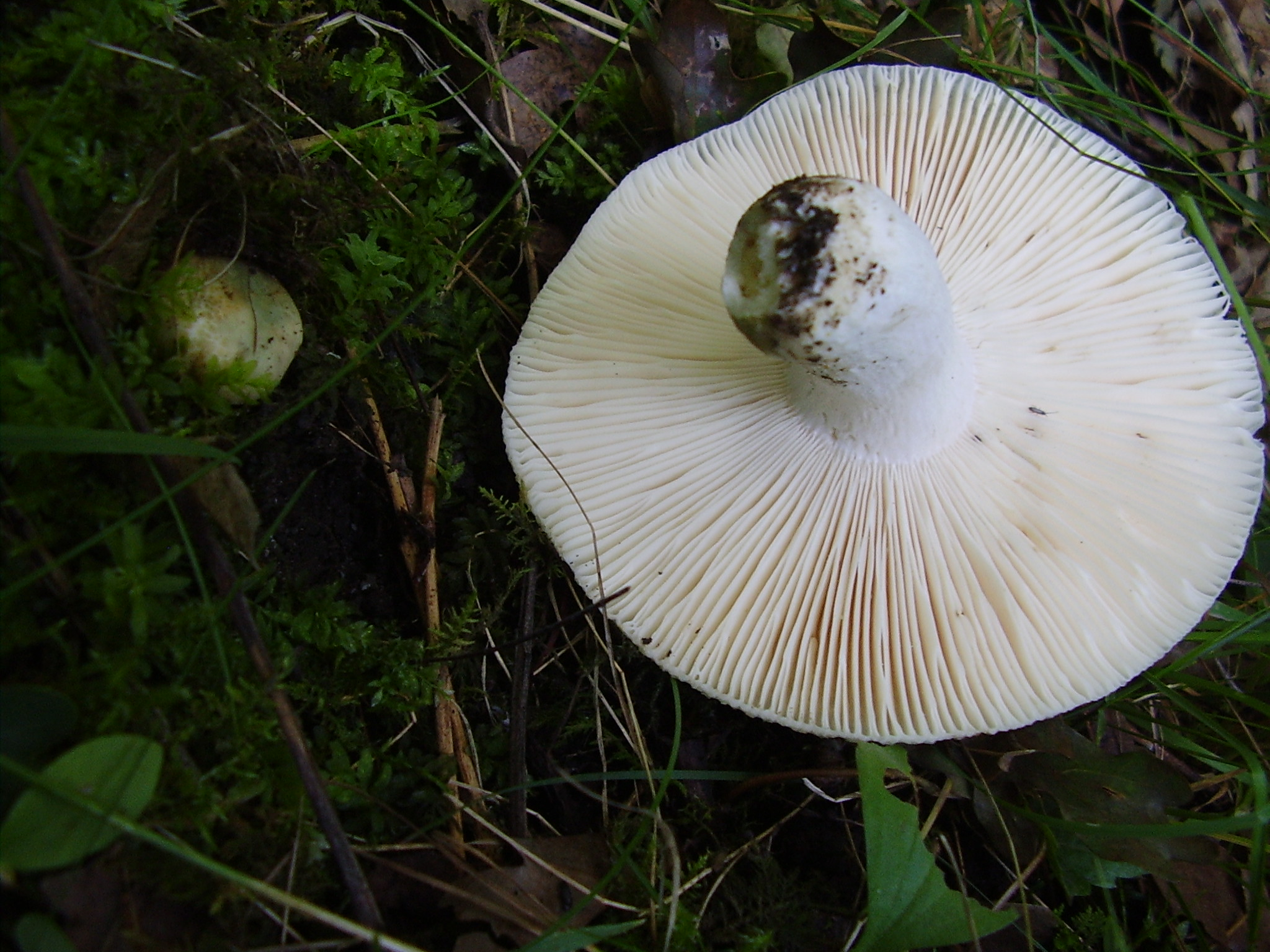
Die hier im Bild cremefarbenen Lamellen auf der Hutunterseite des Grüngefelderten Täublings sind am Stiel angewachsen.

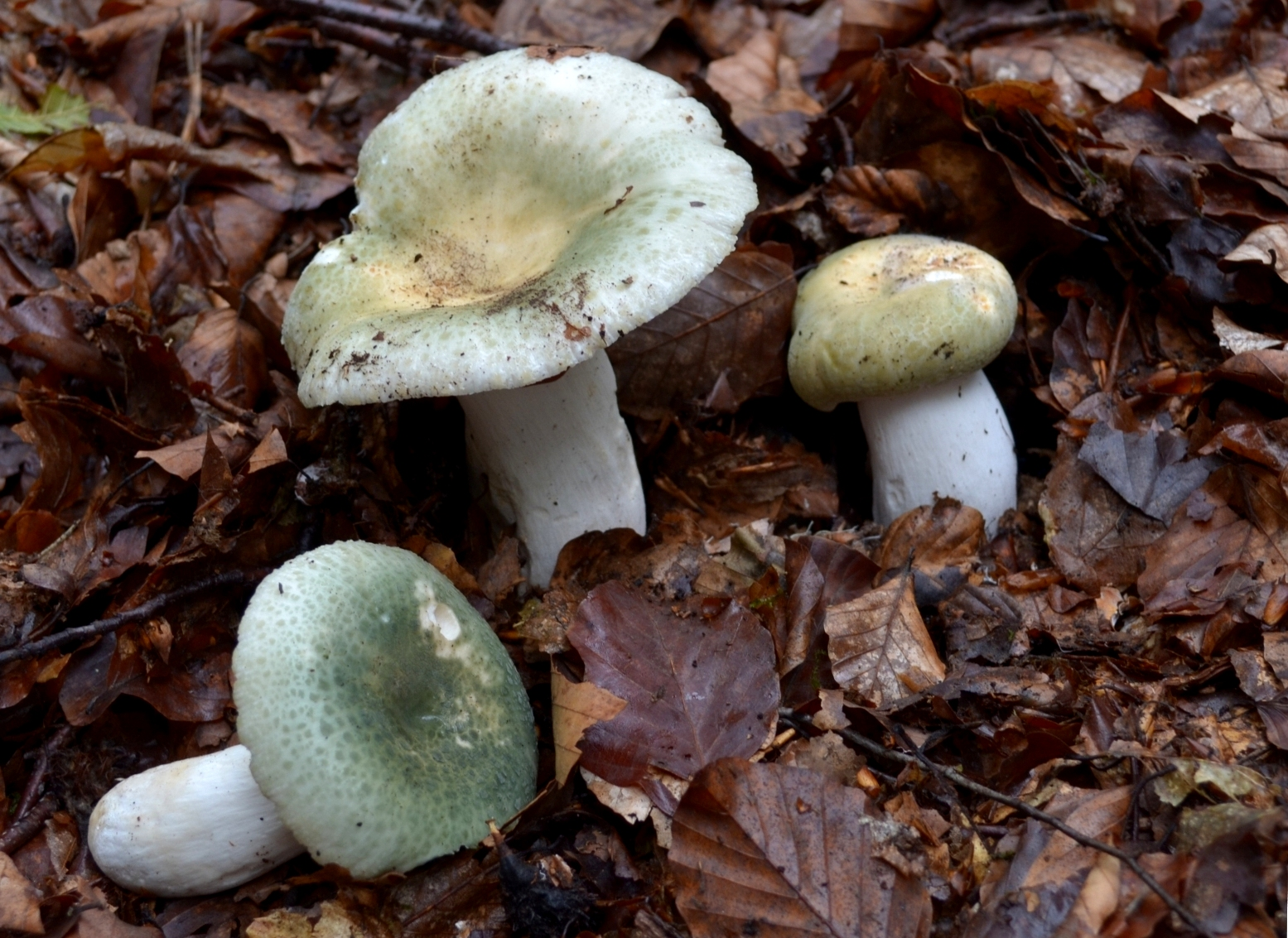
Verschiedene Altersstadien des Grüngefelderten Täublings

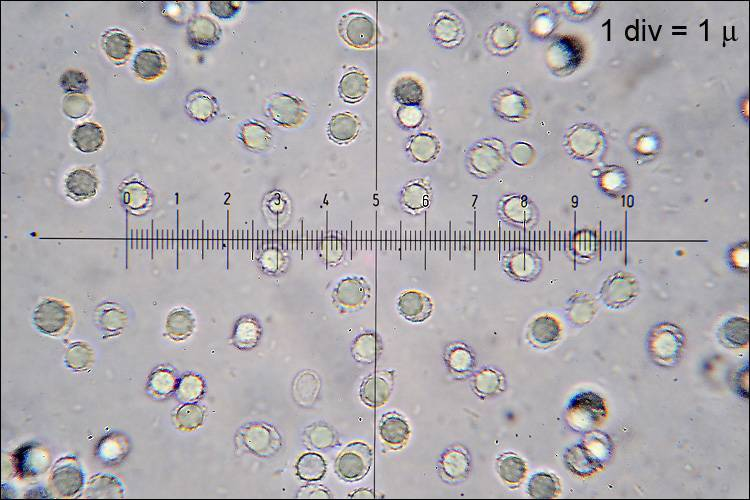
Sporen des Grüngefelderten Täublings im Lichtmikroskop

### Makroskopische Merkmale
Der Hut des Grüngefelderten Täublings ist 6 bis 15 Zentimeter breit. Er ist jung halbkugelig, dann konvex und im Alter ausgebreitet und in der Mitte leicht niedergedrückt. Die Huthaut ist grünlich, besonders in der Mitte und am Rand feldrig aufgesprungen, mit grünlichen Feldern und gelblichen Rissen, die im Alter auch schmutzig-gelb werden können. Die grüne Farbe des Hutes kann ganz unterschiedlich Grüntöne aufweisen, die von graugrün über spangrün bis grasgrün reichen. Auch die Huthaut kann unterschiedlich stark aufgerissen sein. So gibt es Exemplare mit wenigen Feldern, die stark an andere grünhütige Arten wie den Grasgrünen Täubling (Russula aeruginea) erinnern. Die grünen Felder liegen auf einem weißlichen bis blass grünlichem Hintergrund. Der Hut ist meist rund, kann aber auch unregelmäßig ausgelappt sein oder Risse aufweisen. Die Huthaut ist dünn und kann leicht bis zur Hälfte abgezogen werden.
Die Lamellen sind weiß bis cremefarben und stehen beim jungen Pilz ziemlich eng. Sie sind ausgebuchtet am Stiel angewachsen und im Alter oft braunfleckig. An ihrer Basis sind die Lamellen queradrig verbunden.
Der Stiel ist zylindrisch, weiß und von variabler Höhe, meist 4 bis 8 Zentimeter lang und 1 bis 3 Zentimeter breit. Unterhalb der Lamellen kann der Stiel weiß bepudert sein. Im Alter, bei Verletzungen oder auf Druck kann sich der Stiel braun verfärben. Wie auch bei anderen Arten aus der Ordnung der Russulales enthält das Fleisch neben den meist langgestreckten Hyphen kugelförmige Zellen, die sogenannten Sphaerozysten, die für die typische Brüchigkeit des Fleisches verantwortlich sind.

### Mikroskopische Merkmale
Die Sporen des Grüngefelderten Täublings sind elliptisch 6,5 bis 9 Mikrometer lang und 5,5 bis 7 Mikrometer breit, und in ihrer Form sehr variabel. Auch das Sporenornament ist variabel. Sporen können feinwarzig oder zart bestachelt sein. Zwischen den Warzen können einzelne feine Verbindungen ausgebildet sein, sie können aber auch abrupt oder teilweise netzartig miteinander verbunden sein. In der Epikutis, das ist die obere Huthautschicht, finden sich kurze, stumpfe, wimpernartige Hyphen. Die Basidien, die sporentragenden Zellen, sind keulenförmig, 24 bis 33 Mikrometer lang und 6 bis 7,5 Mikrometer breit. Sie sind farblos und enthalten 2 bis 4 Sporen. Die relativ wenigen Pleurozystiden – das sind Zystiden, die sich an der Lamellenfläche befinden – sind 40 bis 85 Mikrometer lang und 6 bis 8 Mikrometer breit und enden abrupt in einer scharfen Spitze. Sie färben sich mit Sulfovanillin nicht oder nur schwach an.

## Artabgrenzung
In Deutschland gehört der Grüngefelderte Täubling zu den wenigen Täublingen, die auch vom Laien leicht und sicher erkannt werden können. Zwar gibt es andere grünhütige Täublinge wie den Grasgrünen Täubling Russula aeruginea, aber dieser lässt sich leicht durch seinen glatten, graugrünen Hut und die bei Reife ockergelben Lamellen unterscheiden.
Andere Täublinge mit aufgesprungener Huthaut, wie der Risshütige Frauentäubling (Russula cyanoxantha var. cutefracta) haben immer auch violettliche Farbtöne, die dem Grüngefelderten Täubling völlig fehlen.
In Nordamerika gibt es mit Russula crustosa und Russula parvovirescens zwei Täublinge, die dem Grüngefelderten Täubling ausgesprochen ähnlich sehen.
Russula parvovirescens kann nur von Experten nach ausgiebiger mikroskopischer Begutachtung sicher vom Grüngefelderten Täubling unterschieden werden.
Russula crustosa ist tendenziell leichter zu bestimmen. Seine Huthaut ist ebenfalls feldrig aufgerissen, aber bei Feuchtigkeit wird sein Hut klebrig bis schleimig und die Farbe ist wesentlich variabler. Sie kann mehr rötlich, gelblich oder braun sein. Auch das Sporenpulver ist bei Russula crustosa gelblicher.
Eine andere nordamerikanische Art ist Russula redolens. Sein Hut ist gräulich-grün bis blaugrün, aber im Gegensatz zum Grüngefelderten Täubling ist die Hutoberfläche glatt und nicht aufgerissen. Russula redolens hat zudem einen unangenehmen Geschmack und riecht nach Petersilie.
Unerfahrene Pilzsammler sollten aufpassen, dass sie den Grüngefelderten Täubling nicht mit dem tödlich giftigen Grünen Knollenblätterpilz (Amanita phalloides) verwechseln, welcher leicht durch seine knollige Scheide und den Stielring erkannt werden kann.

## Ökologie
Der Grüngefelderte Täubling kann sowohl in Laubwäldern als auch in Mischwäldern gefunden werden, da er mit verschiedenen Bäumen eine Ektomykorrhiza ausbilden kann.
In Deutschland findet man ihn meist in lichten Buchenwäldern, seltener in entsprechenden Hainbuchen-Eichen- oder Fichten- und Tannenwäldern. Man kann ihn auch an Waldwegen, Waldrändern, in Parkanlagen und gelegentlich auch unter einzelnen Bäumen auf Waldlichtungen finden. Der Pilz bevorzugt saure bis neutrale pH-Werte und kommt auf mäßig trockenen bis mäßig frischen, basenarmen bis schwach basenhaltigen, nährstoff- und vor allem stickstoffarmen Sand- und Lehmböden, meist über Silikatgestein, wie Granit, Gneis, Porphyr vor. Bei übersäuerten Oberböden kann man den Pilz gelegentlich auch auf schwach basischem Untergrund finden.
Seine wichtigsten Mykorrhizapartner sind die Rotbuche und die Eiche, selten geht er mit anderen Laubbäumen oder mit Fichten oder Tannen eine Symbiose ein. Die Fruchtkörper können einzeln oder in Gruppen zwischen Juli und Oktober erscheinen. Man findet sie oft Jahr für Jahr an derselben Stelle, meist im Gras.

## Verbreitung

Europäische Länder mit Fundnachweisen des Grüngefelderten Täublings.
Legende:
Länder mit Fundmeldungen
Länder ohne Nachweise
keine Daten
außereuropäische Länder

Der Grüngefelderten Täubling ist eine holarktische Art, die von der meridionalen über die temperate bis hin zur mäßig kühlen hemiborealen Zone zu finden ist. Die Art kommt in Nordasien (Nordost-Russland, Korea, Malaysia, China und Japan) und im östlichen Nordamerika (USA, Kanada) vor. Außerdem findet man sie in Nordafrika (Marokko) und Europa. In Europa ist sie weit verbreitet. Im Süden kommt sie von Spanien bis Rumänien und im Norden im gesamten südlichen Fennoskandinavien vor. In Westen findet man sie von Frankreich, über die Niederlande bis nach Großbritannien und Irland, während sich das östliche Verbreitungsgebiet bis nach Belarus und Russland erstreckt.
In Deutschland ist der Grüngefelderte Täubling von der dänischen Grenze bis ins Voralpengebiet sehr unterschiedlich verbreitet, da er in Kalkgebieten weitestgehend fehlt. Die Art ist zwar immer noch weit verbreitet, doch zeigten sich in den letzten Jahren Rückgangstendenzen.
Die Verbreitung von Russula virescens in Nordamerika ist umstritten, da es hier eine Reihe von ähnlichen Arten wie Russula crustosa und Russula parvovirescens gibt. Einige Mykologen glauben, dass Russula virescens eine reine europäischen Art ist, da B. Buyck und seine Mitarbeiter (2006) bei ihren rDNA-Analysen feststellten, dass die Virescens-Crustosa-Gruppe im Osten der USA viel komplexer ist als vermutet und mindestens aus einem Dutzend genetisch unterscheidbarer Arten besteht, die sich deutlich von der europäischen Form unterscheiden.

## Systematik

### Infragenerische Einordnung
Der Grüngefelderte Täubling ist die Typart der Untersektion Virescentinae innerhalb der Sektion Heterophyllae. Die Pilze dieser Gruppe zeichnen sich durch ihre feldrig aufgesprungenen Hüte aus.

## Bedeutung

### Speisewert
Russula virescens ist ein ausgezeichneter und beliebter Speisepilz. Er hat keinen ausgeprägten Geruch, allenfalls schwach obstig, im Alter heringsartig, aber sein Geschmack wird als mild und nussartig beschrieben.